# Pak Yong-sik
Pak Yong-sik (sinh năm 1950; Hán-Việt: Phác Vĩnh Thực) là một sĩ quan cao cấp trong Quân đội Nhân dân Triều Tiên, mang quân hàm Đại tướng. Ông nguyên là Ủy viên Bộ Chính trị, Ủy viên Ủy ban Quân sự Trung ương, Bộ trưởng Bộ Quốc phòng. Pak là Bộ trưởng Bộ Quốc phòng thứ 6 (tương đương Bộ trưởng Quốc phòng) do Kim Jong-un chỉ định, kể từ sau khi Kim Jong un thay cha lãnh đạo đất nước hồi cuối năm 2011.

## Tiểu sử
Tháng 4 năm 2015, ông Pak Yong Sik được giao phụ trách vấn đề về nhân sự tại Tổng cục Chính trị, với chức danh Phó Chủ nhiệm Tổng cục Chính trị Quân đội Nhân dân Triều Tiên, trước đó, ông từng là một quan chức của Bộ An ninh Xã hội. Ông Pak được thăng cấp Thiếu tướng vào năm 1999 và được thăng từ tướng 3 sao thành tướng 4 sao (Đại tướng) vào tháng 5 năm 2015.
Ngày 11 tháng 7 năm 2015, trong một báo cáo về cuộc hội đàm quân sự cấp cao với Lào được tổ chức tại Bình Nhưỡng, Hãng Thông tấn Trung ương Triều Tiên KCNA cho biết tướng Pak Yong-sik đã tham gia các cuộc hội đàm với tư cách là Bộ trưởng Bộ Quốc phòng Triều Tiên. Đây là lần đầu tiên Triều Tiên xác nhận việc thay thế Bộ trưởng Quốc phòng kể từ khi Cơ quan tình báo Hàn Quốc, Cơ quan tình báo quốc gia, thông tin bộ trưởng quốc phòng Triều Tiên ông Hyon Yong-chol bị xử tử vào tháng 4 năm 2015.
Vào tháng 6 năm 2018, có thông tin cho biết Pak đã bị cách chức khoảng một tuần trước hội nghị thượng đỉnh giữa Cộng hòa Nhân dân Triều Tiên và Hoa Kỳ. Chức vụ Bộ trưởng Quốc phòng đã được thay thế bởi tướng No Kwang-chol, Thứ trưởng thứ nhất Bộ Quốc phòng.